# Parque nacional de Langsua
El parque nacional de Langsua (en noruego: Langsua nasjonalpark) es un parque nacional de Noruega situado en el condado de Innlandet, alcanzando parte de los municipios de Øystre Slidre, Norte-Aurdal, Nordre Land, Gausdal, Sør-Fron y Norte-Fron. Tiene una superficie protegida total de 537,1 km². Fue establecido el 11 de marzo de 2011, mediante la fusión del parque nacional de Ormtjernkampen y otras zonas protegidas de los alrededores.
En cuanto a la flora y fauna, la flor más abundante del parque es la campanula barbata, flor típica de latitudes más septentrionales, como por ejemplo el condado de Finnmark. Las aves más abundantes del parque son el arpella pálida, el correlimos falcinelo y  la agachadiza real. Entre los mamíferos el lince es el más abundante.
En el parque hay grandes áreas de pastoreo. La Asociación Noruega de trekking cuenta con siete cabañas en el parque nacional, la más grande de las cuales es el albergue de Liomseter.